# ティルヴァールール
ティルヴァールール（திருவாரூர்；Tiruvarur）は、インド南部のタミル・ナードゥ州にある都市。ティルヴァールール県の県庁所在地であり、同県ティルヴァールール郡の中心都市である。

## 地理
北緯： 10° 46' 0 　／　東経： 79° 39' 0 
- 県外
  - チェンナイまで 358km
  - ティルッチラーッパッリまで 110km
  - マドゥライまで 213km
  - コーヤンブットゥールまで 313km
  - カンニヤークマリまで 455km

## 政治
ティルヴァールールでは、2001年の州議会議員選挙ではDMKのA・アショーカンが当選し、2006年の州議会議員選挙でも同党のU・マティヴァナンが当選した。